# 拓跋曜
拓跋曜（401年—422年4月29日），魏道武帝拓跋珪之子，生母王夫人，北魏宗室、官员。

## 生平
天兴六年十月乙卯（403年11月25日），魏道武帝封拓跋曜为河南王。拓跋曜虚龄五岁时，曾经在魏道武帝面前射中鸟雀，魏道武帝惊奇赞叹。拓跋曜长大后武艺绝伦，与哥哥阳平王拓跋熙等人一起统帅各路军队讲习军事，众人都佩服拓跋曜的武勇。泰常七年三月乙丑（422年4月29日），拓跋曜去世，虚岁二十二，有七个儿子。

## 家庭

### 兒子
- 拓跋提，北魏使持节、车骑大将军、统万镇都大将、武昌成王
- 拓跋羯儿，過繼給拓跋脩，北魏征西大将军、略阳王

## 延伸阅读
[在维基数据编辑]
 《魏書/卷16》，出自魏收《魏书》
 《北史·卷016》，出自李延壽《北史》